# Mattilha
Mattilha é um grupo de hard rock paulistano. Formada em 2010 no bairro da Pompéia.
A banda conta com 2 álbuns de estúdio e dois EP's. Em 2015 a banda foi considerada uma das apostas para 2016 do Spotify juntamente com Far From Alaska e Karol Conka.

## História
A Mattilha foi formada em 2010 por Ian Bueno, Victor Guilherme Firmino e Otto Lima no bairro da Pompéia em São Paulo, influênciados pela cena musical do bairro de origem de bandas como Os Mutates, Made in Brazil e Tutti-Frutti.Em 2013 o grupo lança seu primeiro EP intitulado com o nome da banda. 
Em março de 2014 a banda lança o single Sem Hora Marcada e seu primeiro álbum de estúdio com o nome de Ninguém é santo. Album que conta com a participação do vocalista do Velhas Virgens, Paulão Carvalho, na música Noites no Bar.Em turnê de divulgação do trabalho o grupo tocou com bandas como Matanza, Velhas Virgens, Kiara Rocks, Inocentes, Golpe de Estado, IRA! e Camisa de Vênus, passando por 6 estados (SP, RJ, MG, SC, RS, PR) e 3 fetivais (Rock na Praça, Roça N' Roll e Rock na Cidade da 89 FM). 
Em 2015 a banda passou a constar na programação fixa da Kiss FM e da 89 FM pela primeira vez na cidade de São Paulo. 
Em 2016 foi lançado o EP A Carne é fraca, produzido por Marcello Pompeu na terceira edição de seu festival Canil Fest em São Paulo, encerrando o ano juntamente com a banda Sioux 66. 
Em Agsosto de 2018 foi lançado o segundo álbum da banda: Crônicas do Underground, produzido nos estúdios Loudfactory e Mr. Som Estúdios por Wagner Meirinho, Tiago Pardal Assolini, Marcello Pompeu e Heros Korzus. Distribuído por: Canil Música e Loudfactory,  via ONErpm.
A arte da capa foi feita por Mauricio Leone. A banda, desde Agosto de 2018, segue na turnê do CDU, que já chegou a marca de quase 50 shows, várias cidades e estados diferentes, dividindo o palco com os Raimundos e muitas outras bandas importantes do cenário brasileiro, a tour termina no segundo semestre de 2019. Além da estrada, a Mattilha já está no processo de composição dos novos trabalhos.

## Membros
Membros atuais
- Gabriel Martins - vocais (2013-atualmente)[25]
- Victor Guilherme - guitarra (2010-atualmente)
- Andrews "Andy" Einech - baixo (2014-atualmente)
- Roger Katt - bateria (2018-atualmente)
- Ian Bueno (2010-)

## Discografia
- 2013: Mattilha (EP)
- 2013: Noites no Bar (single)
- 2013: Me Lambe (Single-Tributo aos Raimundos)
- 2014: Ninguém é Santo (álbum)
- 2014: Pronto pra Rodar (single)
- 2015: Sem Hora Marcada acústica feat. Luíz Carlini (single)
- 2015: Feita Pra Mim (single)
- 2016: Depois das 3 (Rua Augusta) (single)
- 2016: A Carne é Fraca (EP)
- 2017: Qual é o seu Veneno? Remix com DJ Cia & Sandrão RZO (single)
- 2017: Cachorro Louco (single)
- 2018: 'Mun-Rá - Sabotage Rock Remix' (Feat. Mattilha/DJ Cia/Paulo Miklos) (single)
- 2018: Bico Sujo (single)
- 2018: Sem Tempo Ruim feat. Sioux 66 (single)
- 2018: Crônicas do Underground (álbum)